# Perdita nubila
Perdita nubila är en biart som beskrevs av Timberlake 1958. Perdita nubila ingår i släktet Perdita och familjen grävbin. Inga underarter finns listade i Catalogue of Life.